# Josefina López
Josefina López Pérez (Sabadell, 29 de juliol de 1970) és una esportista catalana, que va competir en taekwondo, guanyadora de dues medalles en el Campionat Mundial de Taekwondo en els anys 1987 i 1991, i dues medalles en el Campionat Europeu de Taekwondo en els anys 1988 i 1992.

## Palmarès internacional
| Campionat Mundial | Campionat Mundial         | Campionat Mundial | Campionat Mundial |
| Any               | Lloc                      | Medalla           | Categoria         |
| ----------------- | ------------------------- | ----------------- | ----------------- |
| 1987              | Barcelona                 | 02                | –51 kg            |
| 1991              | Atenes ( Grècia) Grècia   | 03                | –55 kg            |
| Campionat Europeu |                           |                   |                   |
| Any               | Lloc                      | Medalla           | Categoria         |
| 1988              | Ankara ( Turquia) Turquia | 03                | –51 kg            |
| 1992              | València                  | 02                | –55 kg            |